# Aus Gletons
Aus Gletons (en francès Égletons) és un municipi francès situat al departament de la Corresa i a la regió de la Nova Aquitània.

## Demografia
| 1962                                       | 1968  | 1975  | 1982  | 1990  | 1999  | 2007  |
| ------------------------------------------ | ----- | ----- | ----- | ----- | ----- | ----- |
| 3.201                                      | 3.669 | 4.608 | 4.590 | 4.487 | 4.093 | 4.355 |
| Des de 1962: població sense dobles comptes |       |       |       |       |       |       |

## Administració
| Període   | Identitat          | Partit        |
| --------- | ------------------ | ------------- |
| 1977-1989 | Louis Bourzai      |               |
| 1989-1991 | André Crouzette    | Divers droite |
| 1991-1995 | André Chamalaud    |               |
| 1995-2001 | Monique Mazeyrat   | RPR           |
| 2001-2008 | Bernadette Bourzai | PS            |
| 2008-     | Michel Paillassou  | UMP           |

## Agermanaments
- Uffenheim

## Personatges il·lustres
- Bernart de Ventadorn